# Melih Mahmutoğlu
Melih Mahmutoğlu (Kadıköy, 12 maggio 1990) è un cestista turco.

## Carriera
Con la Turchia ha disputato i Campionati mondiali del 2019 e tre edizioni dei Campionati europei (2015, 2017, 2022).

## Statistiche

### Eurolega
| Anno       | Squadra    | PG  | PT | MP   | TC%  | 3P%   | TL%  | RP  | AP  | PRP | SP  | PP  |
| ---------- | ---------- | --- | -- | ---- | ---- | ----- | ---- | --- | --- | --- | --- | --- |
| 2013-2014  | Fenerbahçe | 22  | 7  | 14,5 | 44,8 | 41,5  | 92,3 | 1,2 | 0,6 | 0,5 | 0,0 | 5,5 |
| 2014-2015  | Fenerbahçe | 16  | 2  | 7,4  | 35,1 | 39,3  | -    | 0,7 | 0,3 | 0,0 | 0,0 | 2,3 |
| 2015-2016  | Fenerbahçe | 18  | 2  | 12,2 | 41,0 | 40,4  | 50,0 | 0,7 | 0,4 | 0,2 | 0,0 | 4,0 |
| 2016-2017† | Fenerbahçe | 20  | 4  | 10,4 | 42,6 | 43,8  | 100  | 0,5 | 0,6 | 0,2 | 0,0 | 4,0 |
| 2017-2018  | Fenerbahçe | 21  | 4  | 6,7  | 32,5 | 28,6  | 100  | 0,5 | 0,2 | 0,1 | 0,0 | 1,7 |
| 2018-2019  | Fenerbahçe | 31  | 5  | 12,1 | 50,9 | 46,1  | 95,0 | 0,8 | 0,5 | 0,2 | 0,0 | 5,6 |
| 2019-2020  | Fenerbahçe | 21  | 9  | 17,2 | 46,3 | 50,8* | 80,0 | 0,8 | 0,5 | 0,3 | 0,0 | 6,5 |
| 2020-2021  | Fenerbahçe | 28  | 5  | 13,7 | 41,5 | 32,8  | 85,7 | 0,7 | 0,3 | 0,2 | 0,0 | 4,1 |
| 2021-2022  | Fenerbahçe | 23  | 6  | 10,7 | 38,5 | 29,7  | 72,7 | 0,3 | 0,3 | 0,3 | 0,0 | 4,4 |
| 2022-2023  | Fenerbahçe | 19  | 0  | 10,4 | 43,8 | 40,3  | 100  | 0,7 | 0,4 | 0,1 | 0,0 | 5,4 |
| 2023-2024  | Fenerbahçe | 9   | 0  | 4,5  | 33,3 | 33,3  | -    | 0,1 | 0,1 | 0,1 | 0,0 | 1,6 |
| 2024-2025† | Fenerbahçe | 6   | 1  | 5,5  | 41,7 | 40,0  | -    | 0,3 | 0,2 | 0,0 | 0,0 | 2,3 |
| Carriera   | Carriera   | 234 | 45 | 11,3 | 42,9 | 40,0  | 89,0 | 0,7 | 0,4 | 0,2 | 0,0 | 4,3 |

### Eurocup
| Anno      | Squadra     | PG | PT | MP  | TC%  | 3P%  | TL% | RP  | AP  | PRP | SP  | PP  |
| --------- | ----------- | -- | -- | --- | ---- | ---- | --- | --- | --- | --- | --- | --- |
| 2010-2011 | Galatasaray | 3  | 1  | 8,3 | 33,3 | 50,0 | 100 | 0,7 | 0,0 | 0,0 | 0,0 | 2,3 |
| Carriera  | Carriera    | 3  | 1  | 8,3 | 33,3 | 50,0 | 100 | 0,7 | 0,0 | 0,0 | 0,0 | 2,3 |

## Palmarès
- Campionato turco: 7

Fenerbahçe Ülker: 2013-2014
Fenerbahçe: 2015-2016, 2016-2017, 2017-2018, 2021-2022, 2023-2024, 2024-2025
- Coppa di Turchia: 5

Fenerbahçe: 2016, 2019, 2020, 2024, 2025
- Coppa del Presidente: 3

Fenerbahçe: 2013, 2016, 2017
- Eurolega: 2

Fenerbahçe: 2016-2017, 2024-2025